# Sydlige Fisk
Sydlige Fisk (Piscis Austrinus) er et stjernebillede på den sydlige himmelkugle.
Oprindelsen af den mytologi, der er forbundet med denne gruppe stjerner, er noget uklar. Men den er højst sandsynligt babylonisk. Sydlige Fisk blev opfattet som forfader til de fisk, der danner det bedre kendte stjernebillede Fiskene i Dyrekredsen. Sydlige Fisk forbindes også somme tider med myten, der er genfortalt af Eratosthenes, om den syriske gudinde Atargatis.

## Stjerner
Bortset fra Fomalhaut (Alfa  Piscis Austrini, α PsA) med størrelsesklasse 1, som udgør munden af den sydlige fisk, er de fleste stjerner her ret svage.
Den ovale løkke, der udgøres af Alfa, Epsilon, Lambda, Theta, Iota, Beta, Gamma og Delta. Omridset ligner en fisk uden en hale. Løkken er nem at finde vest for Fomalhaut (fra arabisk "fiskens mund"). Fomalhaut er himlens syvendeklareste stjerne. Det er en ret nær stjerne, blot 25 lysår borte. Det er en hovedseriestjerne af spektraltype A3V, der er ca. dobbelt så tung som Solen og 16 gange så lysstærk.